# Nick Broekhuizen
Nick Broekhuizen (Leiden, 17 oktober 2001) is een Nederlandse voetballer en ambtenaar. In 2023 verruilde hij ADO Den Haag voor K.v.v. Quick Boys.

## Loopbaan
Broekhuizen begon met voetballen bij FC Lisse waarna hij de overstap maakte naar de Alphense Boys. In 2019 maakte hij de overstap naar de jeugdafdeling van ADO Den Haag. Op 5 mei 2022 tekende hij zijn eerste profcontract bij ADO tot de zomer van 2023. Op 16 december 2022 in de thuiswedstrijd tegen TOP Oss maakte Broekhuizen zijn debuut voor ADO Den Haag. Nadat hij geen contractverlenging kreeg werd hij clubloos. Broekhuizen trainde mee met onder andere voetbalclubs Quick Boys en VVCS.
In augustus 2023 tekende hij een contract tot de zomer van 2024 bij Quick Boys met een optie tot nog een jaar.

## Statistieken
| Seizoen                         | Club           | Land           | Competitie     | Competitie | Competitie | Beker | Beker | Totaal | Totaal |
| Seizoen                         | Club           | Land           | Competitie     | Wed.       | Dlp.       | Wed.  | Dlp.  | Wed.   | Dlp.   |
| ------------------------------- | -------------- | -------------- | -------------- | ---------- | ---------- | ----- | ----- | ------ | ------ |
| 2022/23                         | ADO Den Haag   | Nederland      | Eerste divisie | 1          | 0          | 1     | 0     | 2      | 0      |
| 2023/24                         | Quick Boys     | Nederland      | Tweede divisie | 34         | 18         | 4     | 1     | 38     | 19     |
| 2024/25                         | Quick Boys     | Nederland      | Tweede divisie | 25         | 11         | 4     | 2     | 29     | 14     |
| 2025/26                         | Quick Boys     | Nederland      | Tweede divisie | 0          | 0          | 0     | 0     | 0      | 0      |
| Carrièretotaal                  | Carrièretotaal | Carrièretotaal | Carrièretotaal | 60         | 29         | 9     | 3     | 69     | 32     |
| Bijgewerkt t/m 18 augustus 2025 |                |                |                |            |            |       |       |        |        |

## Erelijst
| Nationaal      |    |         |
| Tweede Divisie | 1x | 2024/25 |